# Nationalismus
Nationalismus ist eine Ideologie, die eine Identifizierung und Solidarisierung aller Mitglieder einer Nation anstrebt und Letztere in einem souveränen Staat verbinden will. Nationalismen werden (zunächst) von Nationalbewegungen getragen und in Nationalstaaten auch durch das jeweilige Staatswesen reproduziert. Je nach Entstehungsgeschichte des jeweiligen Nationalismus ist die durch ihn beförderte Identität der Nation unterschiedlich ausgefüllt. Unterscheidungsmarker können Staatsangehörigkeit, kulturelle, ethnische, religiöse oder Abstammungsmerkmale umfassen.
Das 19. Jahrhundert kannte den Begriff Nationalismus zunächst nicht, sondern lediglich den des Nationalstaatsprinzips (Eric Hobsbawm). Ziel nationaler Bestrebungen war es, zersplitterte Territorien zu vereinigen, großräumige Handelszonen zu schaffen, Kultur, Administration und die Verkehrssprache im Interesse einer effektiven Volkswirtschaft zu vereinheitlichen. Die Nation im rechtlich-philosophischen Sinne ist das „Staatsvolk“. Zu diesem müssen nicht alle Bewohner eines Territoriums zählen; die Vereinigten Staaten von Amerika beispielsweise rechneten afrikanische Sklaven sowie indigene Indianervölker bis ins 20. Jahrhundert nicht dazu. Im 19. Jahrhundert erweiterten die meisten Nationalstaaten ihr „Staatsvolk“ um ausgeschlossene Bevölkerungsgruppen und gewährten allen Bürgern umfangreichere Rechte. Insgesamt ist der Nationalstaatsgedanke untrennbar mit der modernen Idee von Staatlichkeit verbunden. Dementsprechend wurden Judenemanzipation, freies Wahlrecht, einheitliche Gesetzgebung, Gleichberechtigung aller Bürger im Rahmen des Nationalstaatsgedankens durchgesetzt.
Der Nationalismus als Massenideologie gewann im 19. Jahrhundert zunehmend an Kraft und vereinte heterogene Staatsvölker durch ein vereinheitlichendes Selbstverständnis. Historisch erreichten nationalistische Ideen erstmals im ausgehenden 18. Jahrhundert im Zusammenhang mit dem Amerikanischen Unabhängigkeitskrieg und der Französischen Revolution politisch bedeutsame Auswirkungen. Im 19. Jahrhundert kam es zu europäischen Nationenbildungen, die ein im Vergleich zur französischen Staatsnation stärker ethnisches Nationenbild transportierten, so zum Beispiel die deutsche Kulturnation oder die Bulgarische Wiedergeburt (siehe auch: Bulgarophilie). Außerhalb Europas entstanden durch Unabhängigkeitsbestrebungen vom Kolonialismus neue Nationalstaaten. Spätestens seit der Etablierung des Selbstbestimmungsrechts der Völker auf völkerrechtlicher Ebene im 20. Jahrhundert sind Nationalismen eine hegemoniale Ideologie auf globaler Ebene.
Nationalismus ist nicht an ein bestimmtes politisches System gebunden: Herrschten zu Beginn des Erfolgs von Nationalismen aufklärerische Staatsmodelle vor, so verbanden sich später unterschiedliche Nationalismen auch unter anderem mit monarchistischen, postkolonialen, sozialistischen und faschistischen Systemen bis hin zum Nationalsozialismus. Auch von Demokratien werden nationalistische Ziele verfolgt.
Nationalismen können – wie in den Jugoslawienkriegen – zum Zerfall von Staaten führen, oder aber – wie im italienischen Risorgimento – Staaten vereinen.

## Ideologie
Nationalismus ist keine einheitliche Ideologie, aber verschiedene Nationalismen weisen bestimmte Ähnlichkeiten auf.
Der britische Soziologe Anthony D. Smith identifizierte 1971 vier Überzeugungen, die alle Nationalisten verbinden:
1. Die Menschheit teile sich von Natur aus in Völker auf, wobei jedes Volk seinen Nationalcharakter habe. Nur durch deren Entfaltung könne es zu einer fruchtbaren und harmonischen Völkergemeinschaft kommen.
2. Um diese nationale Selbstverwirklichung zu erreichen, müssten sich die Menschen mit ihrem Volk, ihrer Nation identifizieren. Die daraus erwachsende Loyalität stehe über allen Loyalitäten.
3. Nationen könnten sich nur in eigenen Staaten mit eigenen Regierungen voll entwickeln; sie hätten deshalb ein unveräußerliches Recht auf nationale Selbstbestimmung (Selbstbestimmungsrecht der Völker).
4. Die Quelle aller legitimen politischen Macht sei daher die Nation. Die Staatsgewalt habe allein nach deren Willen zu handeln, sonst verliere sie ihre Legitimität.[3]

Nationalismen stiften eine besondere Form kollektiver Identität. „Wenn die emotionale Bindung an die Nation und die Loyalität ihr gegenüber in der Skala der Bindungen und Loyalitäten oben steht,“ liegt ein erfolgreicher Nationalismus vor. Nationen stellen den primären politischen Bezugsrahmen dar, nicht Stände wie im Feudalismus, Religion, Dynastien, Staaten, soziale Klassen oder die Menschheit im Sinne des Kosmopolitismus. Die Nation vermittele Lebensraum, ein Teil „Lebenssinn in Gegenwart und Zukunft“. Alter verweist auf Friedrich Meinecke, der den Prozess der geistigen Umorientierung vom aufklärerischen Humanismus zur Nation aufgewiesen habe.
Die Definition des Soziologen Eugen Lemberg beschreibt den Nationalismus als eine Bindekraft, „die nationale oder quasinationale Großgruppen integriert“ und eine Abgrenzung nach außen übt. Als Zusammengehörigkeitsfaktoren sind laut Lemberg besonders einheitliche beziehungsweise gleiche Aspekte zu nennen: Sprache, Abstammung, Gleichheit des Charakters und Kultur sowie die Unterordnung unter eine gemeinsame Staatsgewalt. Nach Wilhelm Heitmeyer bietet der Nationalismus einen unkündbaren, von Geburt an bestehenden Identitätsanker, der besonders in Krisenzeiten Zuflucht bieten könne.
Karl W. Deutsch versteht unter Nationalismus eine Geistesverfassung, die ein am nationalen Interesse orientiertes Ordnungsprinzip sein kann: Die Nation hat einerseits einen bevorzugten Platz in gesellschaftlicher Kommunikation, andererseits legitimiert und orientiert sich die Politik dieser Gesellschaft nach ihr. Ein Nationalist würde dementsprechend besonders den „nationalen Nachrichten“ seine Aufmerksamkeit zuwenden. Es sei jedoch zu betonen, dass Nationalismus in vielen Erscheinungsformen auftreten kann und es deswegen verschiedene Definitionen mit unterschiedlichen Schwerpunkten gibt.
Analytische Konzepte
Ernest Gellner, Eric Hobsbawm, Benedict Anderson, Robert Miles und andere betonen, dass es sich bei einer Nation um eine „imaginierte Gemeinschaft“ handele. Für Gellner ist Nationalismus „keineswegs das Erwachen von Nationen zu Selbstbewusstsein: man erfindet Nationen, wo es sie vorher nicht gab“. Dementsprechend ist der Nationalismus eine gelebte Fiktion, in der zwar Gemeinschaften willkürlich entstehen, Institutionen aber reale Macht ausüben können, z. B. durch das Ausweisen von Reisepässen. Anderson versteht eine Nation als eine „vorgestellte politische Gemeinschaft“ (imagined communities), definiert aber imagined (vorgestellt) im Sinne von created (geschaffen), nicht im Sinne von false (falsch, künstlich). Nach Robert Miles geht der Nationalismus von der Existenz „naturgegebener Unterteilungen der Weltbevölkerung“ aus und verkörpert ein politisches Projekt, ein Territorium in Beschlag zu nehmen, „in dem das ‚Volk’ sich selbst regieren kann“.
Im Gegensatz zu modernistischen Theoretikern gestehen eine Reihe anderer Nationalismusforscher (z. B. Anthony D. Smith oder Clifford Geertz) ethnischen Nationen, die sich über Sprache, Religion, Verwandtschaftsnetzwerke, kulturelle Eigenarten oder quasi-rassische Gemeinsamkeiten definieren, ein Eigenleben ohne Nationalismus zu. Für diese Theoretiker ist Nationalismus zumindest teilweise eine Manifestation eines primordialen (uranfänglichen) Zusammengehörigkeitsgefühls. Ähnlich argumentiert auch Karl Raimund Popper bereits 1945 im zweiten Band seines Werkes Die offene Gesellschaft und ihre Feinde. Er sieht Nationalismus als ein Relikt eines ur-instinktiven Gefühls der Stammeszugehörigkeit, dominiert von Leidenschaft und Vorurteilen. Außerdem bedeutet Nationalismus für Popper ein nostalgisches Verlangen nach dem Ersatz von individueller durch kollektive Verantwortung. Für Popper ist der Nationalstaat an sich schon nur ein Mythos, der durch nichts zu rechtfertigen ist, sondern lediglich eine irrationale und romantische Utopie darstellt; er sei „ein Traum von Naturalismus und kollektivistischer Stammeszugehörigkeit.“

## Abgrenzung
Ausgehend von der Nationalismusforschung im angelsächsischen Sprachraum werden unter Nationalismus alle Bewegungen verstanden, die die Nation als handlungsbestimmenden Wert ansehen. In der politischen Umgangssprache dagegen bezeichnet dieses Wort eine Ideologie der nationalen Intoleranz und der Aggressivität. In diesem Sinne steht Nationalismus im Gegensatz zum positiv zu wertenden Patriotismus. In der Sozialpsychologie und der Geschichtswissenschaft wird diese Unterscheidungsmöglichkeit aber auf empirischer Grundlage bestritten. Von der Extremismusforschung werden nicht alle Ausprägungen des Nationalismus als extremistisch betrachtet, sondern nur Varianten des Ultranationalismus, der generell dem Rechtsextremismus zugeordnet wird.
Gegenbewegung und -ideologie zum Nationalismus, welche die politische Macht von der Nation abstrahieren, sind der Internationalismus oder Kosmopolitismus. Supranationalismus ist verbunden mit einer Aufweichung nationaler Orientierungen und entsprechender Reaktionen, zum Beispiel zu beobachten im Bereich der Europäischen Union. 

### Staatsbürgerlicher vs. ethnischer Nationalismus
Es werden (z. B. Hans Kohn, John Plamenatz) zwei Hauptformen des Nationalismus unterschieden: Der staatsbürgerliche („civic“) Nationalismus wird häufig dem Westen zugeschrieben (z. B. Frankreich, USA): Er definiert Nationen primär politisch und ein Ausschlusskriterium stellen lediglich die Grenzen des Territoriums dar. Während im staatsbürgerlichen Nationalismus die Angehörigen einer Nation eine willentliche Verbindung eingehen, stellt die ethnische Nation im ethnischen Nationalismus eine Schicksalsgemeinschaft dar. Der ethnische Nationalismus, dessen Nationskonzept auf Abstammung, Zugehörigkeit durch Geburt, Blut oder eben Ethnizität basiert, ist bis in die Gegenwart in Mittel- und Osteuropa (z. B. Deutschland, Ungarn) vorherrschend. Staatsbürgerlicher Nationalismus wird gewöhnlich mit Liberalismus und ethnischer Nationalismus mit Antiliberalismus, der zum autoritären Regime neigt, assoziiert. Der Soziologe Sammy Smooha prägte in diesem Zusammenhang den Begriff „ethnische Demokratie“ (ethnic democracy).

### Inklusiver vs. exklusiver Nationalismus
Inklusive Nationalismen (wie z. B. der Linksnationalismus) zielen auf eine Integration aller Teilgruppen einer Gesellschaft, unabhängig von ihrer politischen Ausrichtung und ihrer kulturellen Identität ab. Sie setzen sich für die Werte und Symbole der eigenen Nation ein und billigen dies auch anderen Nationen zu. Inklusive Nationalismen beziehen sich auf unterschiedliche Eigenschaften der Nation positiv: auf die republikanische Tradition, die demokratische Verfassung (Verfassungspatriotismus), Sozialstaatlichkeit, wirtschaftliche Erfolge oder das internationale Ansehen.
Als exklusiver Nationalismus oder Chauvinismus wird ein übersteigertes Wertgefühl bezeichnet, das auf die teilweise aggressive Abgrenzung von anderen Nationen zielt. Die Überhöhung der eigenen Nation mit dem Ziel einer möglichst weitgehenden Einheit von Volk und Raum geht oft einher mit der Ausgrenzung und Diskriminierung, im Extrem bis zu Vertreibung oder Vernichtung ethnischer und anderer Minderheiten, die als dem imaginierten Volkskörper fremd oder schädlich angesehen werden. Beispiele für exklusive Nationalismen sind der italienische Faschismus, der deutsche Nationalsozialismus und die ethnischen Säuberungen nach dem Zerfall Jugoslawiens in den 1990er Jahren. Der exklusive Nationalismus erhebt ein „Loyalitäts- und Deutungsmonopol“: Das Individuum soll nicht mehr seine Religion, seine Heimatregion oder die dort herrschende Dynastie als identitätsstiftenden Fokus des Denkens und Handelns ansehen, sondern allein die Nation. Dieser Anspruch kann in einem integralen Nationalismus bis zur Relativierung oder gar Abwertung des Individuums führen: „Du bist nichts, dein Volk ist alles.“ Daher wird dieser Nationalismus unter die politischen Religionen eingeordnet. Seit den 1970er Jahren wird der Begriff fast ausschließlich im Sinne von Chauvinismus verwendet.
Jüngere sozialpsychologische Studien haben gezeigt, dass sich exklusiver und inklusiver Nationalismus empirisch – sozusagen am lebenden Menschen – nicht immer klar voneinander abgrenzen lassen und demnach eher selten in ihrer reinsten Ausprägung vorkommen. Ein besonders sichtbares Beispiel ist der „Fußballnationalismus“. Um den pejorativen Beigeschmack zu vermeiden, den der Begriff Nationalismus heute stets hat, wird laut Peter Alter dafür gelegentlich von „Vaterlandsliebe“ gesprochen.

### Ultranationalismus

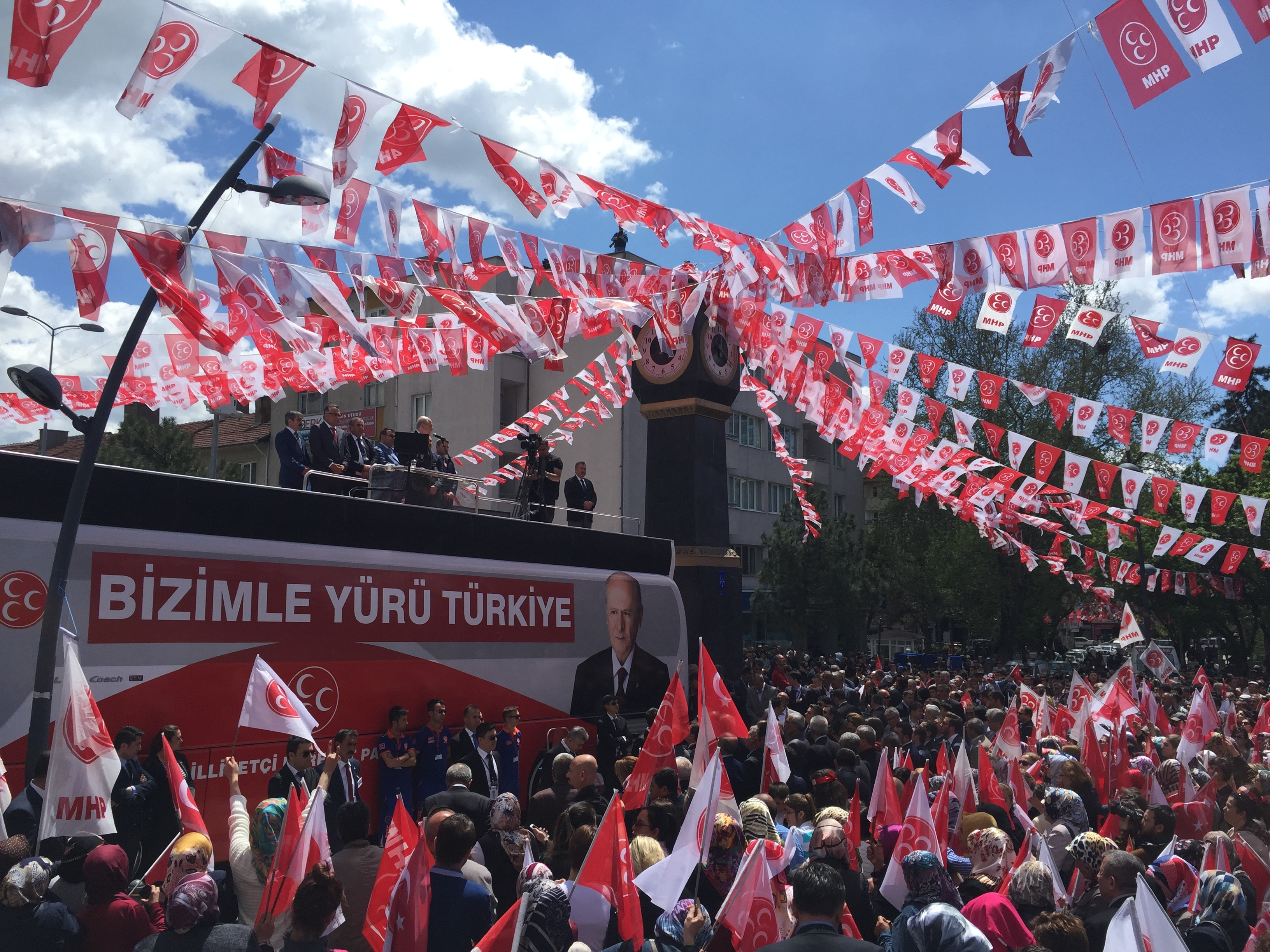
Türkische Ultranationalisten der MHP in Ankara (2015)

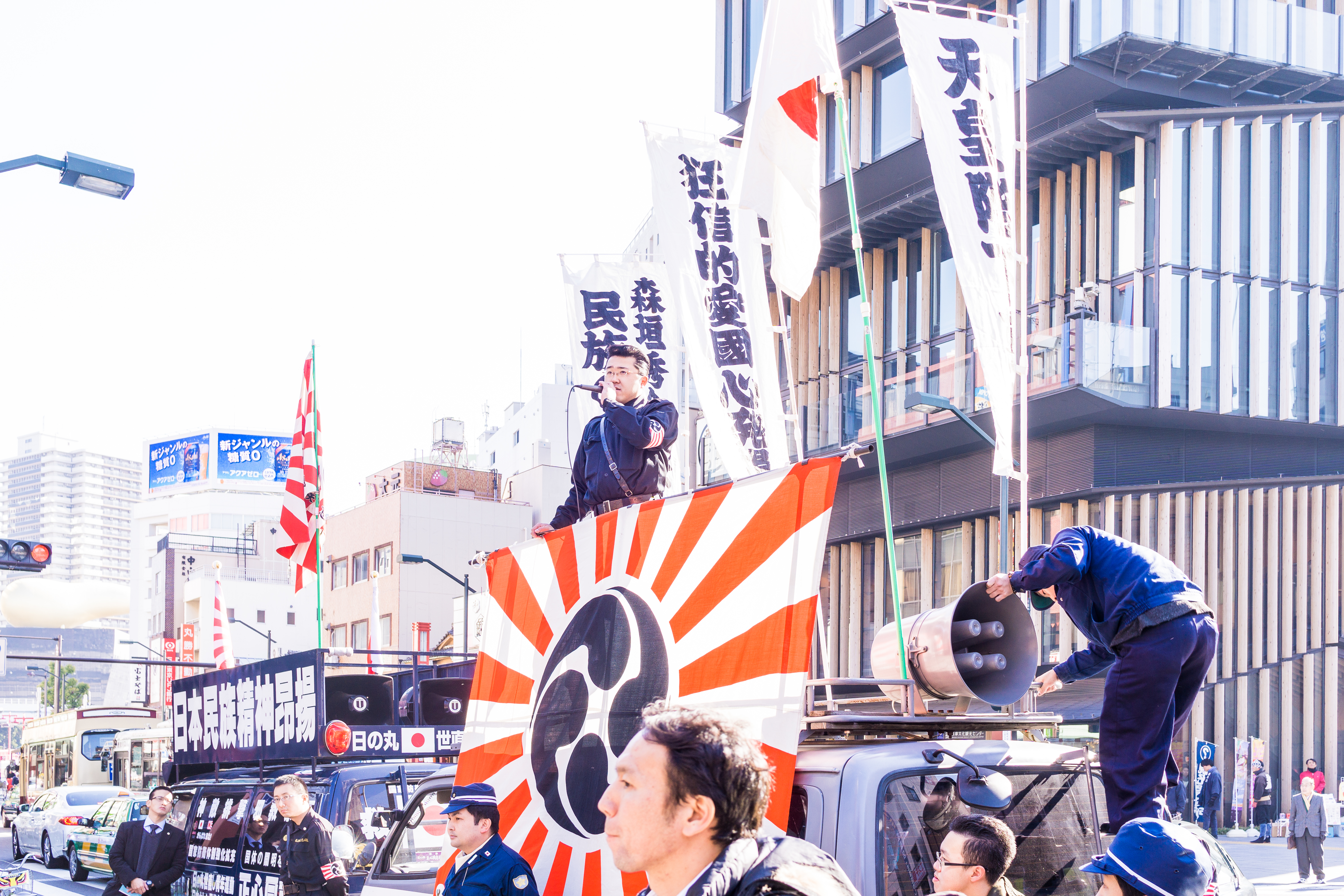
Japanische Ultranationalisten bei einer Demonstration in Tokio (2014)

Der Begriff des Ultranationalismus (auch geschrieben Ultra-Nationalismus) ist vor allem für die Extremismusforschung und die Faschismusforschung relevant. Seine Bedeutung deckt sich inhaltlich in etwa mit jener der Begriffe radikaler Nationalismus, extremer Nationalismus, Hypernationalismus, illiberaler Nationalismus oder integraler Nationalismus. Gemeint ist ein Nationalismus, der sich unwiderruflich „jenseits“ (lateinisch ultra) des politischen Spektrums einer liberalen Demokratie begibt und somit mit dieser unvereinbar ist. Konsequenterweise lehnt er liberale Formen des Nationalismus vehement ab.
Im Ultranationalismus wird der Nation ideologisch der höchste gesellschaftliche Wert beigemessen. Dabei herrscht meist ein „organisches“ Nationsverständnis vor: Ultranationalisten begreifen Nationen als eigenständige lebendige Organismen, denen sie einen eigenen Lebenszyklus und eine eigene kollektive Psyche als Schicksalsgemeinschaften zuschreiben. Nach diesem Verständnis ergibt das Leben eines Individuums nur dann Sinn, wenn es zum Wohle des jeweiligen nationalen Organismus beiträgt. Ultranationalisten streben dabei die völlige Hingabe- und Opferbereitschaft der einzelnen Nationsmitglieder an, da diese in ihren Augen die Voraussetzung für eine notwendige (Wieder-)Erlangung von nationalem Ruhm und nationaler Größe bilden. In der Konsequenz überragt die Nation in ihrer Bedeutung einerseits alle anderen Werte (z. B. die individuelle Freiheit), andererseits drängt sie auch die Loyalitäten gegenüber allen anderen Gemeinschaften zurück (z. B. der Familie auf niedrigerer Ebene oder der Menschheit auf höherer Ebene). Verbalen Ausdruck findet dieser verabsolutisierte Glaube an die eigene Nation in Ausrufen wie „Du bist nichts, Dein Volk ist alles!“ oder „Right or Wrong, my country!“, auf welche Ultranationalisten ihre Anhänger einschwören. Dabei nimmt die ultranationalistische Ideologie de facto die Funktion einer politischen Religion ein, die von offenen Gesellschaften angestrebte Balance zwischen unterschiedlichen Loyalitäten geht verloren.
In diesem Zusammenhang wird auch der Neologismus der Ultra-Nation verwendet, deren Schaffung Ultranationalisten anstreben. Hierfür werden „spezifische ethnische, kulturelle, oder religiöse Ausgrenzungskriterien verschärft, zu kollektiven Homogenitätsvorstellungen verdichtet und mit autoritären Politikmodellen verknüpft“. Die natürliche gesellschaftliche Vielfalt gerät unter einen ultranationalistischen Homogenisierungsdruck, welcher wiederum die Herausbildung von Feindbildern gegenüber Andersartigen begünstigt.
Das „organische“ Nationsverständnis muss nicht notwendigerweise auf biologischen, genetischen oder eugenischen Kriterien basieren, wie sie für den Ultranationalismus der deutschen Nationalsozialisten charakteristisch waren. Allerdings umfassen auch ultranationalistische Nationskonzepte, die eher ethnisch oder kulturell geprägt sind, in jedem Fall auch eine rassistische Komponente, da sie stets von ihrer eigenen nationalen Überlegenheit ausgehen.
In typologischer Hinsicht wird der Ultranationalismus dem Rechtsextremismus zugeordnet, weshalb er auch als ultrarechter Nationalismus oder – verkürzt und unpräziser – als rechter Nationalismus bzw. Rechtsnationalismus bezeichnet wird. Rechtsextreme Ideologien müssen dabei nicht notwendigerweise ultranationalistische Ideen vertreten. Den gemeinsamen Nenner mit anderen Formen des Rechtsextremismus bildet die Ideologie einer radikalen Ungleichheit verschiedener Menschengruppen. Allerdings kann der Ultranationalismus auch in einer Verknüpfung mit linksextremen Ideologien auftreten, wie dem Kommunismus in seiner marxistisch-leninistischen Ausprägung, wobei dann von Nationalkommunismus gesprochen wird (z. B. Rumänien unter Nicolae Ceaușescu oder Nordkorea unter dem Kim-Regime).

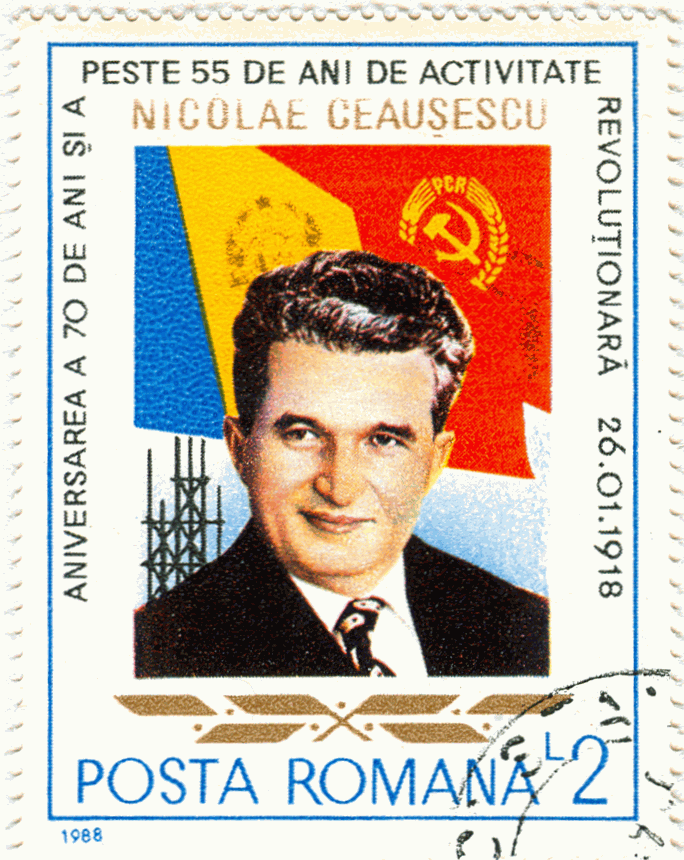
Propaganda-Abbildung des rumänischen Diktators Nicolae Ceaușescu (1988). Sein nationalkommunistisches Regime kombinierte Elemente des Ultranationalismus und des Marxismus-Leninismus.

Von der Geschichtswissenschaft des modernen Japan wird die Ideologie des imperialistischen Japanischen Kaiserreiches, welches vor und während des Zweiten Weltkrieges eine aggressive Expansionspolitik betrieb, ebenfalls als „Ultranationalismus“ (japanisch: chō kokka shugi) bezeichnet. Der Ultranationalismus gilt außerdem als möglicher Analysebegriff, um eine trotz aller Unterschiede bestehende gemeinsame ideologische Basis von radikal-nationalistischen Bewegungen wie italienischem Faschismus, deutschem Nationalsozialismus, japanischem Ultranationalismus und den türkischen Grauen Wölfen zu beschreiben. So konstatiert der Soziologe Emre Arslan (2009):

„Eine ultranationalistische Weltanschauung, die die Idee der Nation als das zentrale und ursprüngliche Element für ihr politisches Konzept bestimmt, ist die grundlegendste Ähnlichkeit all dieser Bewegungen. Sie betrachten die Geschichte als Verhältnisse (Kriege und Allianzen) zwischen Nationen und nehmen ihre eigene Nation als überlegen und besonders wahr. […] Ideologisch gesehen kann man den Ultranationalismus vom Nationalismus anhand der Betonung der ‚Idee der Herrschernation‘ unterscheiden. Ultranationalisten beanspruchen für ihre Nation, dass sie überlegener als andere Nationen ist. Eine logische Konsequenz dieser Vorstellung ist zumeist die politische Forderung nach einer territorialen Expansion des vorhandenen Staatsgebiets. Ultranationalisten legitimieren ihre scheinbare Überlegenheit und die Politik der Expansion hauptsächlich mit mythischen Erzählungen.“

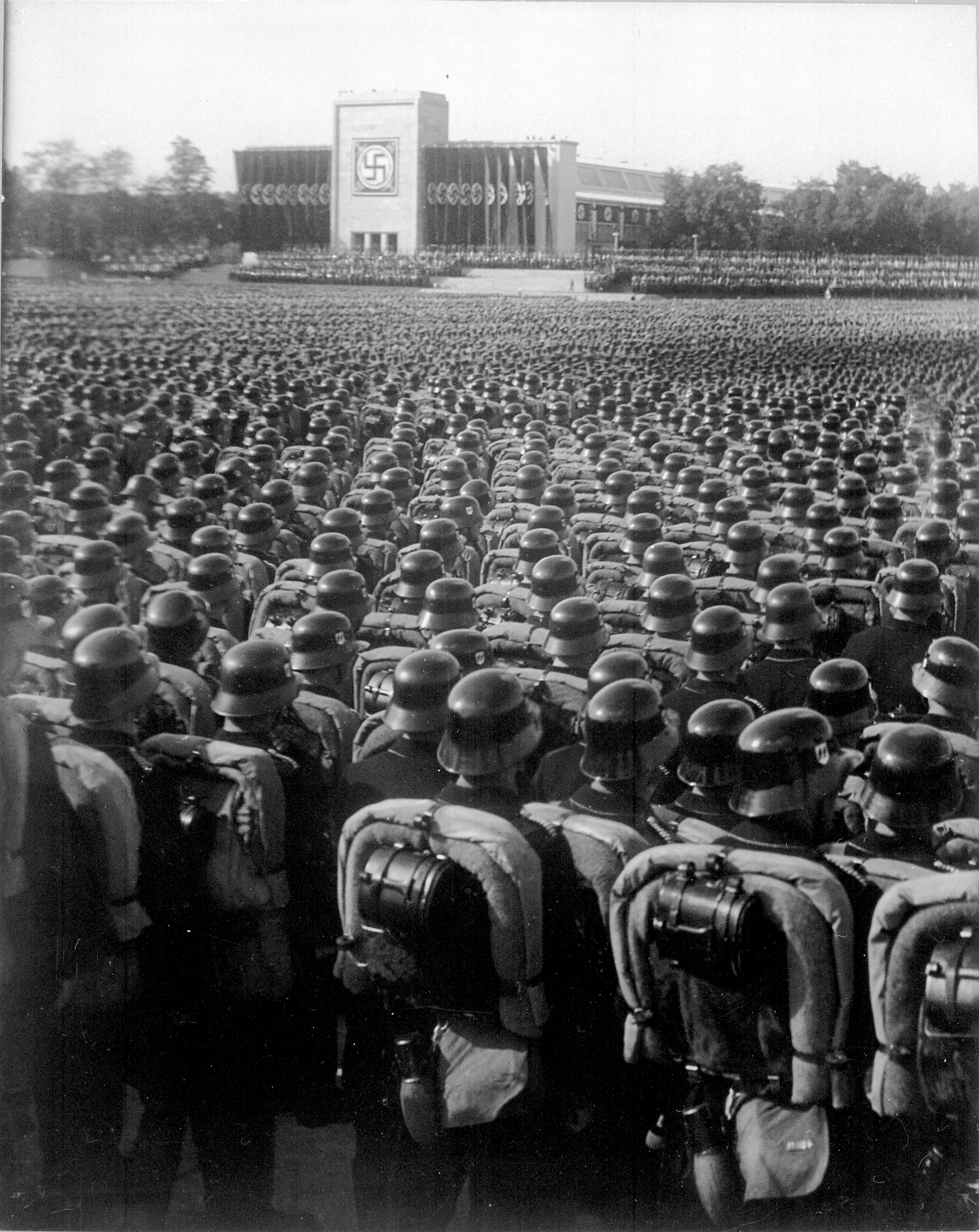
Reichsparteitag der NSDAP 1935: Der Ultranationalismus gilt als ein wichtiger Bestandteil der NS-Ideologie.

Der Ultranationalismus wird als ein allgemeinerer und weitergehender Dachbegriff verwendet als jener des Faschismus. Gleichzeitig gilt jedoch eine spezifische Form des Ultranationalismus als entscheidender Kernbestandteil faschistischer Ideologie, wie ihn der britische Faschismusforscher Roger Griffin in seiner international einflussreichen Definition beschreibt. Laut Griffin (1991, 2016) ist Faschismus „eine Gattung politischer Ideologie, deren mythischer Kern in seinen diversen Varianten eine palingenetische Form von populistischem Ultranationalismus ist“. Gemeint ist, dass sich in der Vorstellung von Faschisten die eigene Nation in einem dekadenten Zustand des Verfalls befindet, aus dem sie nur errettet werden kann, wenn ihr durch revolutionäres Handeln zu einer ultranationalistischen Palingenese (von altgriechisch παλιγγενεσία Palingenesía „Wiedergeburt“) verholfen wird. Das faschistische Streben nach einer wiedergeborenen, utopischen „Ultra-Nation“ sowie die damit propagierte Schaffung eines „neuen Menschen“ erklärt laut Griffins Theorie einerseits den revolutionären, modernisierenden und antikonservativen Charakter des Faschismus, andererseits stellt ihm zufolge die Sehnsucht nach einer „totalen Erneuerung“ der Nation die hauptsächliche Triebkraft für den faschistischen Gewaltkult dar. Dieser faschistische Ultranationalismus soll das ideologische Bindeglied zwischen italienischem Faschismus und deutschem Nationalsozialismus bilden.
Dabei unterscheidet Griffin den revolutionären Ultranationalismus der Faschisten klar von einem autoritär-konservativen Ultranationalismus, wie er von reaktionären herrschenden Eliten oder Militärs vertreten werden könne. Im Gegensatz zu Faschisten würden reaktionäre Ultranationalisten eine Revolution in den Bereichen der Ethik und Sozialpolitik ablehnen. Stattdessen streben sie nach einer „Wiederherstellung von Stabilität und einer starken Regierung“, wobei die Grundlage der bestehenden Klassenstruktur und traditionellen Werte nicht angetastet werden sollen. Ein autoritär-konservativer Ultranationalismus könne insofern laut Griffin höchstens „parafaschistisch“ werden, indem er äußere Merkmale des Faschismus imitiert, jedoch nicht authentisch faschistisch sein. Als Beispiele für solche „parafaschistischen“ Regime (also autoritär-konservative Diktaturen, welche faschistische Merkmale äußerlich nachahmen) nennt Griffin z. B. Spanien unter Primo de Rivera und Franco, Portugal unter Salazar, Österreich unter Dollfuß oder Griechenland unter Metaxas.

## Geschichte
Nationalismus ist ein Phänomen der Moderne. Vor allem im 19. Jahrhundert kam es zu nationalistischen Mythenbildungen, um die neugeschaffenen Nationen als vermeintliche oder tatsächliche Traditionsgemeinschaften zu verankern. In Europa bekam der Nationalismus einen erheblichen Schub durch die Ideen der Französischen Revolution. In ihrer Folge wurde die Idee der Volkssouveränität populär, welche sowohl einen demokratischen als auch einen nationalen Ansatz hat. Vorreiter dieser Mythenbildungen waren in Deutschland etwa Johann Gottfried Herder und Johann Gottlieb Fichte, in Italien Giuseppe Mazzini.
Als „Geburtsstunde des deutschen Nationalismus“ (Friedrich Meinecke), gelten gemeinhin die Befreiungskriege gegen Napoleon. Die Historikerin Ute Planert vertritt dagegen die Ansicht, dass bereits seit der Zeit des Siebenjährigen Krieges 1756–1763 das Vaterland (als das damals noch Preußen oder ein anderer Territorialstaat angesehen wurde) als „exklusive und homogene Gemeinschaft“ konstruiert worden sei, die den Anspruch erheben konnte, gegenüber anderen Gemeinschaften wie Religion oder Familie höherrangig zu sein und die fortan als oberste Legitimationsinstanz galt. Noch sehr viel weiter geht Hans Peter Herrmann mit seiner These vom „deutschen Frühnationalismus um 1500“, als eine deutsche Bildungselite „neben dem Deutungsmuster einer politischen deutschen Nation den Entwurf einer kulturellen deutschen Nation“ propagiert habe.
Als im Volke beliebt und den konservativen Kräften der Restauration entgegenstehend zeigten sich die national und demokratisch gesinnten Bewegungen der Revolutionen von 1848/1849. Beginnend mit der französischen Februarrevolution sprang der Funke auf fast ganz Europa über, auch auf die Fürstentümer des Deutschen Bundes, darunter die Monarchien Preußen und Österreich als dessen mächtigste Staaten (Märzrevolution).
Gegen Ende des 19. Jahrhunderts radikalisierte sich in einigen Ländern der sonst fast überall vorherrschende inklusive Nationalismus. Der französische Publizist Charles Maurras prägte den Begriff des „Integralen Nationalismus“, der die Nation zum ausschließlichen Wert des Individuums erhöhen wollte. Der Nation wurde eine historische Sendung zugeschrieben, mit der sie auch andere Territorien quasi erlösen sollte. Der so verstandene Nationalismus wurde zur Legitimierung des Imperialismus – der Herrschaft auch über fremde Völker.
Gleichzeitig wurden Zweifel und Kritik an der Nation als Verrat verurteilt und bekämpft. Selbst wenn die Nation eine imaginierte, fiktionale Gesellschaft ist, so ist das Andeuten der Verlogenheit des eigenen Glaubens unerwünscht. Fazit: Der integrale Nationalismus war somit ein Unterdrückungsinstrument auch nach innen.
Im Zentrum der meisten Gruppenzugehörigkeiten standen in der Realität jedoch andere, meist persönliche oder regionale Bindungen (etwa an den Lehnsherren) – vor der Herausbildung moderner Nationen. Tatsächlich sind denn auch quasi-nationalstaatliche Institutionen eine Grundvoraussetzung zur Entstehung einer über den Personenverband hinausgehenden nationalen Identität.
Im Nationalismus wird die vormals personengebundene Loyalität, wie etwa im Königtum, in einer abstrakten überpersonalen Ebene verallgemeinert. Ein persönlicher Umgang miteinander, wie zuvor in einer Dorfgemeinschaft und am Fürstenhof alltäglich, wird nun auch auf Personen übertragen, die nicht in direkten Kontakt miteinander stehen konnten. Es wurde eine nationale Gemeinschaft errichtet, unter Bezugnahme auf tatsächliche und auch teils vermeintliche Gemeinsamkeiten in Geschichte, Sprache und Kultur.
Diese sind in vielen Fällen erst während der Nationenbildung entstanden. So etwa durch die Normierung der deutschen Sprache in der zweiten Hälfte des 19. Jahrhunderts. Diese Gemeinschaft reproduziert sich selbst, etwa durch nationalstaatliche Institutionen, wie Behörden und auch Schulen.

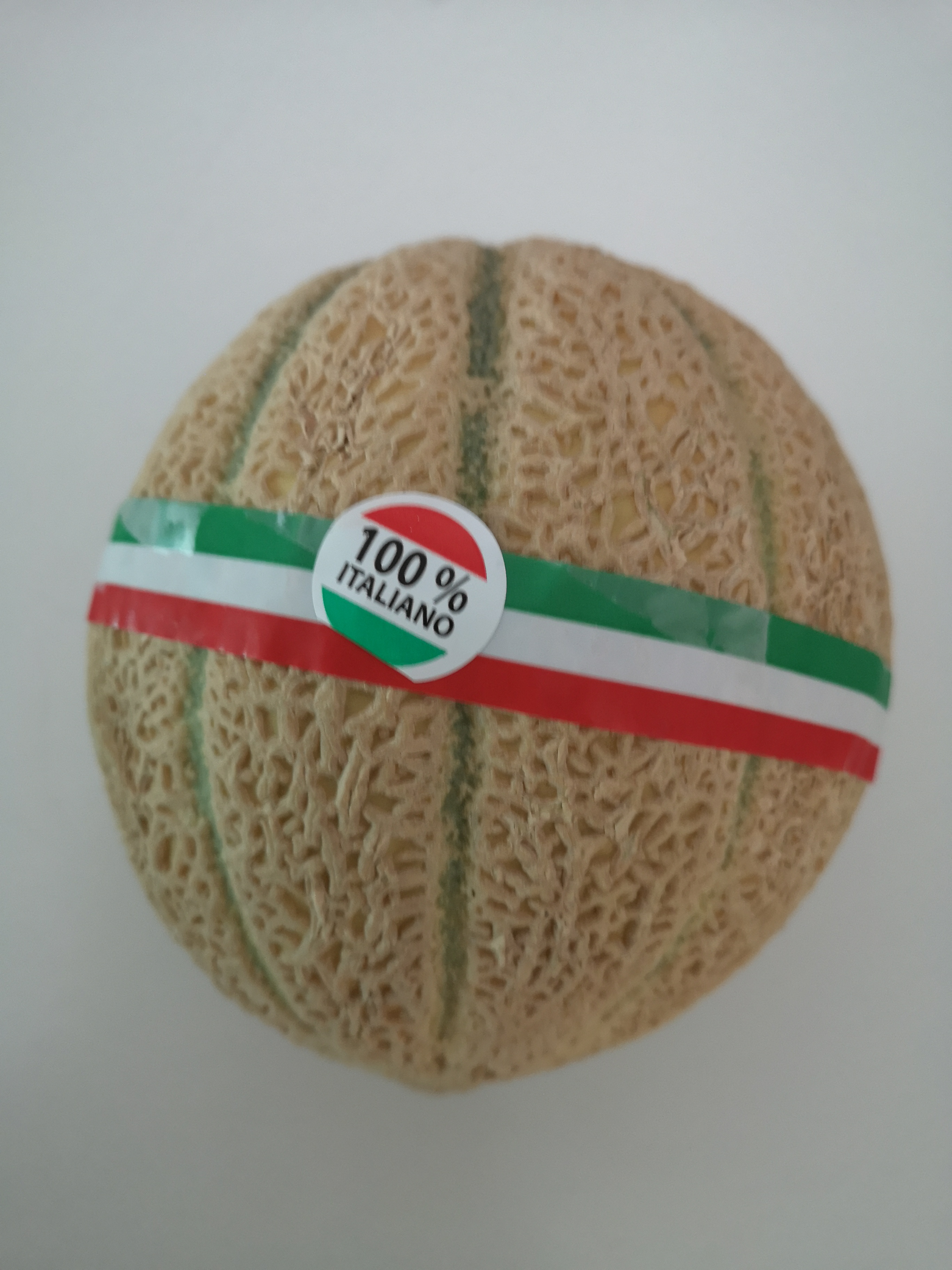
Nationalistische Produktkennzeichnung

In den geschichtlichen Vordergrund getreten sind letztlich die nationalen Antagonismen, die nach dem rasanten technischen Fortschritt des 19. und 20. Jahrhunderts zu den verheerenden Ergebnissen moderner Kriegsführung – mit Millionen von Toten – führten. Aber auch der Zerfall von Machtstrukturen führt zum Ausbrechen nationalistischer Bestrebungen, etwa beim Zusammenbruch der Kolonialreiche in der Folge des Zweiten Weltkrieges.
Die nach Unabhängigkeit strebenden ehemaligen Kolonialvölker erreichten zum Teil in blutigen Befreiungskriegen ihre Selbstständigkeit. Dabei griffen sie – um den Kolonialismus zu delegitimieren – auf die bereits bekannten Prinzipien des Nationalismus zurück und setzten dessen emanzipatorisches Element, verbunden mit einem politischen Gleichheitsversprechen gegenüber allen zur Nation zählenden Menschen ein. Hier zeigt sich, dass Inklusion und Exklusion offenbar elementare Bestandteile des Nationalismus sind.
Während einerseits die politische Gleichheit der in einer Nation vereinten Gruppe betont wird, erfolgt andererseits der Ausschluss der als nicht zugehörig klassifizierten Gruppen. Dies kann von einer kommunikativen Betonung einer angeblichen Andersartigkeit dieser Ausgeschlossenen bis zu ihrem physischen Ausschluss (Deportierung) und auch im Extremfall zu ihrer körperlichen Vernichtung führen (ethnische Säuberung/Völkermord).
Einen wichtigen Aspekt von Nationalismus hat der Sozialwissenschaftler Michael Billig herausgestrichen. Mit seinem Konzept eines „banalen Nationalismus“ versuchte er, einen auf die Alltagspraxis und kollektive psychische Dispositionen unmerklich einwirkenden, beiläufigen und routinehaften Nationalismus zu definieren, der etwa über Produktkennzeichnungen, Flaggenverwendungen oder einer nach In- und Ausland getrennten Berichterstattung in den Medien transportiert wird.

## Mobilisierungsstrategien
Besondere Unterscheidungsprobleme gibt es beim Nationalismus im Fußball, vor allem bei Spielen der Nationalmannschaft. Ausdifferenzierungen kann man zum Beispiel in Großbritannien sehen, wo die vier Home Countries England, Schottland, Wales und Nordirland mit eigenen Mannschaften im Fußball antreten, während sie bei den Olympischen Spielen als Vereinigtes Königreich und mit einer Mannschaft an den Start gehen. Während früher die englischen Fans auch mit dem Union Jack Großbritanniens an den Start gingen, haben sie seit der Weltmeisterschaft 2002 das Georgskreuz Englands als Fahne. Angela Daalmann zeigte in ihrer Dissertation an der Georg-August-Universität Göttingen, dass die Massenmedien den Nationalismus als Möglichkeit der Kundenbindung nutzen, da sie auf nationalistische Verhaltensmuster anspielen. Ähnliche Tendenzen gibt es in vielen Ländern.